# Sinar Baru (Silimakuta)
Sinar Baru is een bestuurslaag in het regentschap Simalungun van de provincie Noord-Sumatra, Indonesië. Sinar Baru telt 825 inwoners (volkstelling 2010).